# Брама Ґродська — Театр NN
Осередок «Брама Гродська — Театр NN» (пол. Ośrodek «Brama Grodzka — Teatr NN»); також «Брама Гродська — Театр NN» — інституція культури в Любліні. Розташована в Брамі Ґродській (відомій також під назвою Жидівська брама), яка історично слугувала місцем переходу між християнською та єврейською частинами міста. Також осередку належать і активно використовуються прилеглі до Брами кам'яниці (вул. Гродська, 21, 34, частково 36). Осередок спеціалізується на проблемах культурної спадщини; ключове місце в мистецьких та освітніх програмах «Брами» займає питання польсько-єврейського минулого Любліна.

## Історія осередку

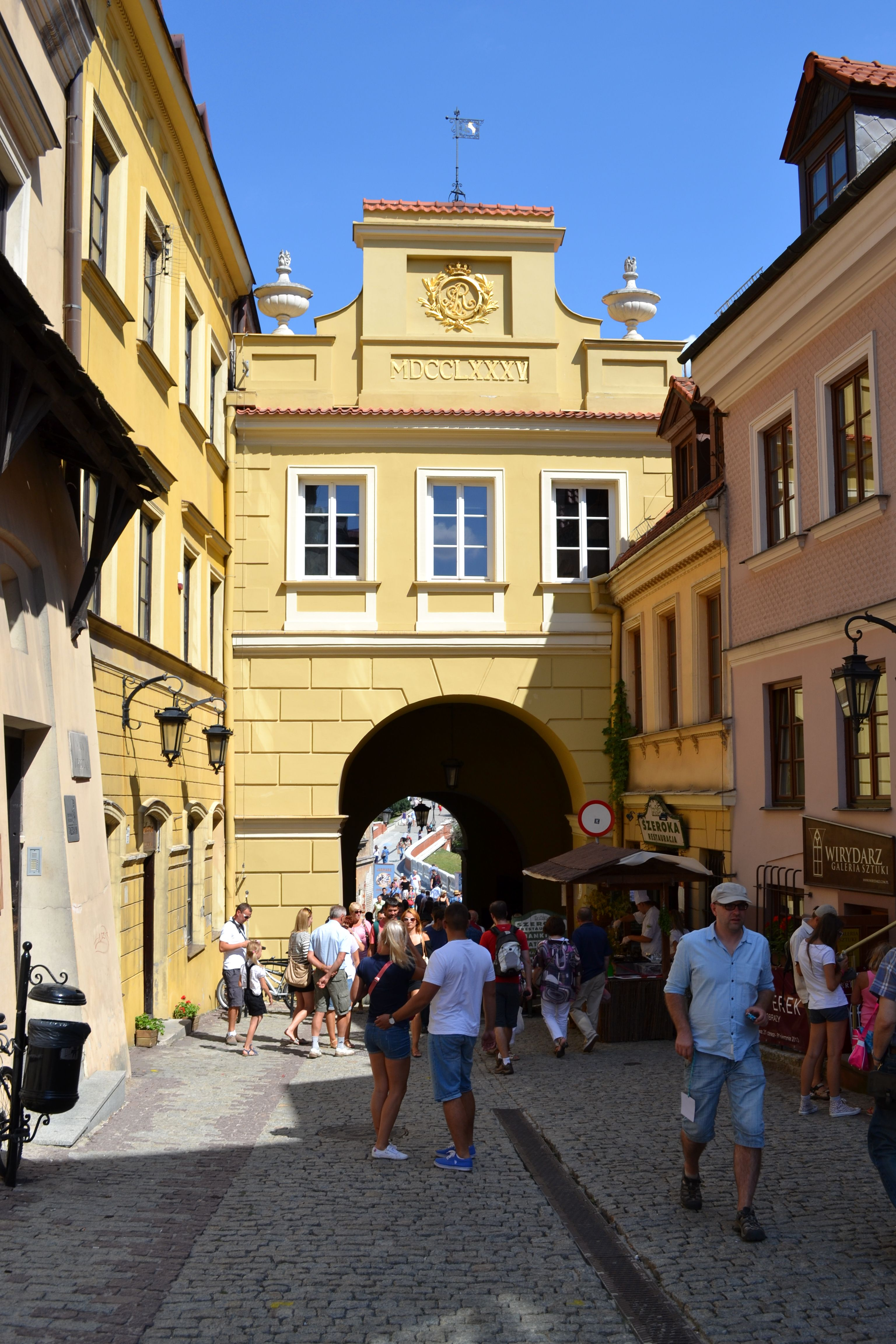
Брама Гродська

Театр NN виник в 1990 році в Любельській театральній студії, яка на той час розміщувалась в Брамі Ґродській та прилеглих будинках. Частина «NN» в його назві походить від латинського виразу «Nomen nescio» — не знаю імені і первісно означала намір повернення до середньовічної традиції анонімності артистів, які працювали ad maiorem Dei gloriam.
Наступного року Театральна студія (разом з усіма колективами, що входили до її складу) переїхала в Будинок культури Любліна. Внаслідок цього об'єднання виникла нова організація — Центр культури. Попри всі переваги нової резиденції, для такої кількості колективів тут було замало місця. Черговість використання театральної зали та інших кімнат створювала проблеми і колектив Театру NN вирішив у 1992 році відокремитися та повернутися до Брами Ґродської.
Це приміщення було дуже занедбаним. В описі технічного стану будинку за той час записано:

| ...несправна чи відсутня електропроводка, відсутнє опалення, пошкоджені вікна та двері, пошкоджений дах над Брамою Ґродською, відсутність значної частини даху однієї кам'яниці та повне руйнування частини перекриття та сходів, відсутність частини ринв, цвіла та волога штукатурка, тріщини в конструкції, зруйнований фасад... Оригінальний текст (пол.) ...niesprawna instalacja elektryczna lub jej brak, brak ogrzewania, zniszczona stolarka okienna i drzwiowa, uszkodzony dach nad Bramą Grodzką, brak dużej części dachu nad jedną z kamienic i całkowite zniszczenie części stropów oraz ciągów schodowych, brak części rynien, zagrzybione i zawilgocone tynki, pęknięcia konstrukcyjne, zniszczona elewacja...[3] |
Крім того, Старе місто Любліна в 90-х роках було небезпечним та населеним переважно представниками маргінесу.
Спершу театрали робили ремонт та умеблювання приміщення власними силами. В 1994 році Уряд міста Люблін викупив будівлі в приватного власника та виділив кошти на їх реконструкцію. На час масштабного ремонту (що тривав до 2000 року) театральні вистави в закладі призупинилися. Ситуація ускладнювалась тим, що на місці проведення ремонту потрібно було ще провести археологічні розкопки. Зрештою, в підвалах прилеглих до Брами кам'яниць тоді було знайдено найдавніші залишки оборонних мурів Любліна, метафорично названих «корінням міста».
В 1998 році Театр став окремою незалежною організацією і отримав свою теперішню назву — Ośrodek «Brama Grodzka — Teatr NN». На логотипі Осередку зображено силуети Дон Кіхота з його помічником Санчо Пансою на фоні Брами Ґродської — натяк на картину 1934 року «Дон Кіхот на вулиці Ґродській», створену Юліушем Кужонтковскім (пол. Juliusz Kurzątkowski).
Осередок опікується Люблінським музеєм друкарства, що розташований на вул. Жмігрод, 1 в приміщеннях довоєнної друкарні «Популярна».

## Театральна діяльність в Осередку

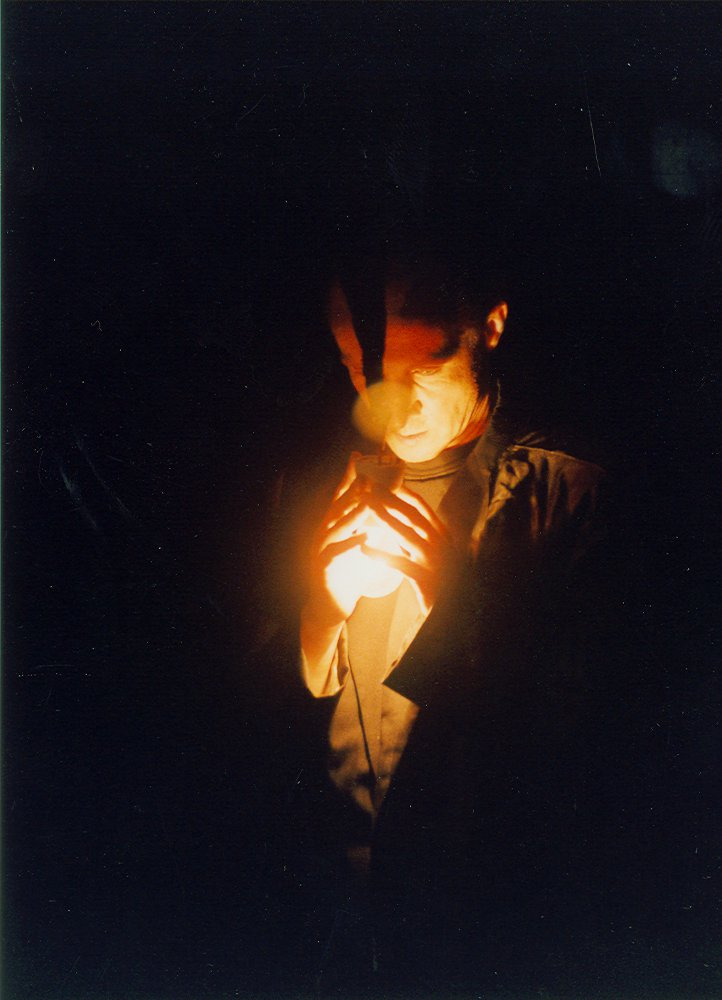
Вітольд Домбровський під час вистави «Інвокація»

Першою виставою новоствореного театру стали «Wędrówki niebieskie» (укр. «Небесні прогулянки») за мотивами однойменної книги польського астронома Ярослава Влодарчика. Прем'єра відбулась 11 травня 1990 року; режисером був Томаш Петрасевич.
Наступним спектаклем, поставленим у 1991 році, стали «Ziemskie pokarmy» (укр. «Страви земні»).
У травні 1992 року відбулась прем'єра вистави «Inwokacja». На відміну від попередніх творів, в «Інвокації» грав лише один актор — Вітольд Домбровський. Маючи багато відсилань до текстів Кафки, вистава піднімала теми смерті та вмирання, сенсу життя та цінності людського існування. «Inwokacja» ставилась багато разів і отримала одну з головних нагород на Загальнопольському фестивалі театрів одного актора, що проходив у місті Торунь у 1993 році.

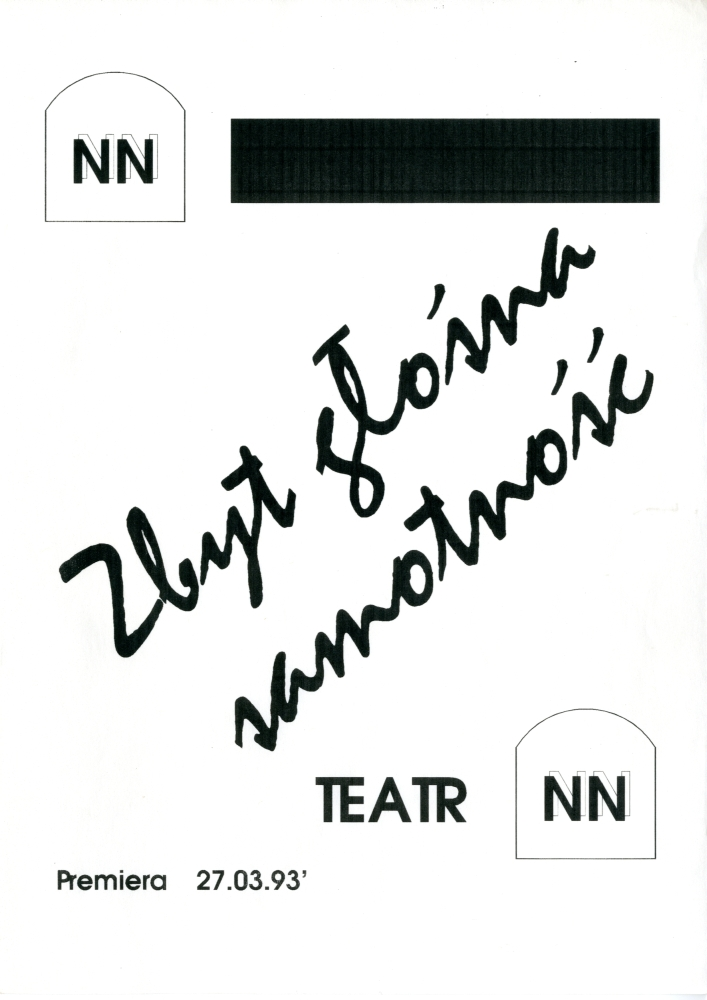
Афіша вистави «Zbyt głośna samotność»

Наступною виставою, прем'єра якої відбулась 26 березня 1993 року, стала «Zbyt głośna samotność» (укр. «Надто гучна самотність») за мотивами однойменної книги Богуміла Грабала. Єдину роль у ній зіграв Генрик Собєхарт (пол. Henryk Sobiechart).
Адаптація роману Германа Мелвілла «Мобі Дік», поставлена в червні 1995 року, стала, за словами Томаша Петрасевича, прощанням із певним етапом театрального життя режисера. Коли після довгої перерви він знову повернувся до режисерської праці, акценти змістилися до оповідання історій.
Новий спектакль був поставлений аж 28 квітня 2001 року. Ним став «Był sobie raz» (укр. «Одного разу...»). Разом із поставленою в лютому 2002 року виставою «O tym jak Fajwł szukał samego siebie» (укр. «Про те, як Файвл шукав самого себе») і в червні того ж року виставою «Tajbełe i jej demon» (укр. «Тайбеле та її демон») ці спектаклі становлять своєрідний триптих із хасидських історій. Перша і остання вистави мають в основі сюжети, описані Ісааком Башевісем Зінгером.
У вересні 2007 року репертуар «Театру» поповнився ще одним твором. Ним стали «Opowieści z Bramy» (укр. «Розповіді з Брами»), базовані на документах, свідченнях очевидців, літературних текстах. Вистава, що часом набувала форми балади й навіть кантати, описувала Браму Ґродську та осіб, чиє життя виявилось пов'язаним із нею.
В наступній роботі Томаша Петрасевича і Вітольда Домбровського «Opowieści z Bramy — Ostatni demon» (укр. «Розповіді з Брами — Останній демон») було поєднано твори Зінґера «Останній демон» і «Тайбеле та її демон». Прем'єра відбулася у січні 2009 року на сцені Театру імені Юліуша Остерви.
Найвідоміший твір Ісаака Башевіса Зінгера, «Чарівник із Любліна», став основою до наступного спектаклю, поставленого 29 вересня 2010 року. Вистава не мала ні реквізиту, ні сценографії. Всі ролі виконав Вітольд Домбровський.
Під час Х Фестивалю єврейської культури у Варшаві в серпні 2013 року було показано нову виставу — «Zapomniane opowieści cadyków i rabinów» (укр. «Забуті розповіді цадиків та рабинів»).
Першою новою виставою 2015 року стали «Opowieści z Nocy» (укр. «Нічні оповідки») на тему Голокосту. В п'єсі використовується поезія уродженця Любліна, єврейського поета Якуба Ґлатштайна та спогади мешканців міста — свідків Голокосту.

## Експозиції в «Брамі Ґродській»
В приміщенні Осередку виставлялися різноманітні експозиції. Саме по собі приміщення з низкою вузьких коридорів та тупиками не є ідеальним для «класичної» виставки, тому творцям експозицій доводилося «вписувати» експонати в той простір, який у них був.
«Lublin w fotografii do 1939 roku» (укр. «Люблін в фотографії до 1939 року») став першою експозицією, показаною в Брамі. Через місцевий відділ видання Gazeta Wyborcza працівники Осередку звернулися до городян із закликом принести свої старі фотографі. Крім того, багато знімків, використаних у виставці, було знайдено в архівах. Відкриття експозиції, оформленої у вигляді театральної сценографії, відбулося в травні 1998 року.
Продовженням «Любліну в фотографії до 1939 року» стала експозиція «Portret Miejsca» (укр. «Портрет місця») 1999 року. Її експонатами стали старі фото (в тому числі аерофотографія), плани, архівні документи, книги й тексти, що мають стосунок до Любліна. Відвідувача виставки супроводжувала реконструкція звуків довоєнного міста: стукіт дерев'яних коліс по бруківці, дзвони костелів, торги, єврейські пісеньки тощо. Окрасою експозиції став великий макет міжвоєнного Любліна разом з його єврейським кварталом, виконаний в масштабі 1:250 під керівництвом архітектора та моделювальника Мар'яна Лози. Тут показано понад 800 об'єктів, з них більше 300 вже не існують в реальності. У 2008 році в рамках проекту «Sprawiedliwi wśród Narodów Świata — Światła w Ciemności» виставку «Portret Miejsca» було доповнено новими експонатами, що стосувалися теми допомоги євреям в часи Голокосту.
«Elementarz — Dzieci w obozie na Majdanku». Від 2002 року в музеї на Майданку реалізується програма ЄС «Нацистські концтабори в історичній пам'яті». Його частиною стала влаштована працівниками Брами у 2003 році виставка «Elementarz — Dzieci w obozie na Majdanku» (укр. «Буквар — діти в таборі на Майданку»). Вона знаходиться в бараці № 53 концтабору та присвячена чотирьом дітям, які тут перебували: євреям Генрику Житомирському та Галіні Ґринштейн, полячці Яніні Бучек, білорусу Пйотру Кіріщенко. Станом на осінь 2014 року виставка закрита для відвідувачів.
У 2010 році за фінансової підтримки Міністерства культури і національної спадщини Польщі було відкрито нову експозицію — «Lublin. Pamięć Miejsca» (укр. «Люблін. Пам'ять місця»), яка діє до сьогодні. Вона включила в себе частину експонатів із попередньої виставки «Portret Miejsca» та була доповнена мультимедійними частинами. В одній із зал відвідувачі бачать «Стіну голосів» — скриньки з динаміками, натиснувши на які можна почути розповіді про старий Люблін — про його запахи, смаки, звуки. Аудіозаписи, що використовуються тут, були зібрані в рамках проекту «Historia Mówiona».
У численних фотопластиконах, що супроводжують відвідувача Осередку впродовж всієї виставки, можна побачити чорно-білі фотографії міжвоєнного Любліна. Більше того, в кімнаті, присвяченій жертвам Голокосту, знаходяться 70 кольорових знімків Люблінського гетто, виконаних німецьким солдатом Максом Кірнебреґом. У 2012 році галерея зображень поповнилась фотографіями, які були знайдені під час ремонту на даху будинку на Ринку, 4. Тоді під стріхою знайшли 2700 скляних негативів, замотаних в газети та ганчір'я. Власники кам'яниці переказали їх Осередкові на 10 років. Автора фото було встановлено лише у 2015 році — ймовірно, ним є Абрам Зильберберґ (пол. Abram Zylberberg).
Окрема зала присвячена Праведникам народів світу (особам, які в роки Голокосту рятували євреїв) з Любельщизни. Тут можна почитати їх історії та послухати їх спогади. Ще одним цікавим об'єктом є реальний та мультимедійний макети старої частини міста у 1930-х роках, в яких відтворені мініатюри 840 будинків — кам'яниць, магазинів, синагог тощо.

## Історично-просвітницька діяльність «Брами Ґродської— Театру NN»
| Євреї, які приходять сюди, запитують нас: чому ви це робите? Зрештою, ви не євреї. Ви поляки, а єврейське місто — не ваша історія. Поляки питають: чому ви це робите? Зрештою, ви поляки, а єврейське місто — не наша історія. Чи, може, ви євреї? Терпляче пояснюємо, що це наша спільна польсько-єврейська історія. Щоб пам'ятати убитих євреїв, не обов'язково бути євреєм. В світі, де ми живемо, необхідно більше таких брам. Не тільки між поляками і євреями. Оригінальний текст (пол.) Żydzi, którzy tu przychodzą, pytają nas: dlaczego to robicie? Przecież nie jesteście Żydami. Jesteście Polakami, a miasto żydowskie to nie wasza historia. Polacy pytają: dlaczego to robicie? Przecież jesteście Polakami, a miasto żydowskie to nie nasza historia. A może jesteście Żydami? Cierpliwie tłumaczymy, że to jest nasza wspólna polsko-żydowska historia. Aby pamiętać o zamordowanych Żydach, nie trzeba być Żydem. W świecie, w którym żyjemy, potrzeba więcej takich bram. Nie tylko pomiędzy Polakami i Żydami[41]. |

### «Poemat o Miejscu»

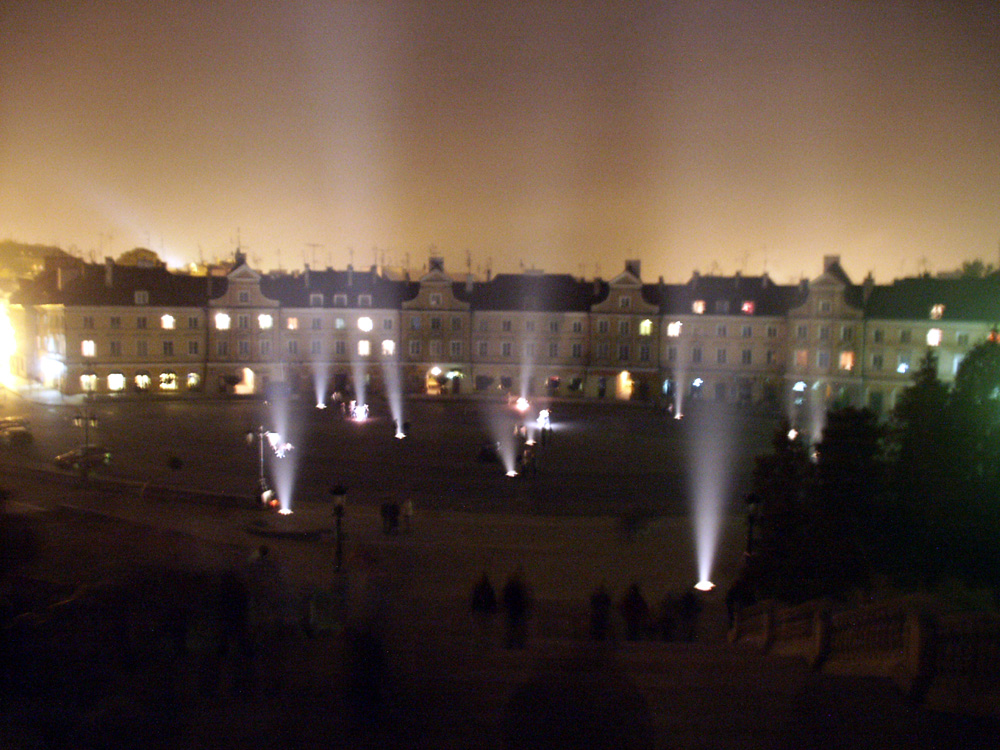
Замкова площа під час заходу

Починаючи з кінця XIV століття навколо Люблінського замку існував єврейський квартал, цілком зруйнований після ліквідації гітлерівцями у листопаді 1943 року Люблінського гетто. Зараз на його місці автовокзал, газони, а на місці головної вулиці єврейського кварталу, вулиці Шерокої, заасфальтована автостоянка. Аби зберегти пам'ять про колишнє єврейське життя тут, Осередком двічі (у 2002 і 2004 роках) проводилася містерія «Poemat o Miejscu» (укр. «Поема про місце»). На всій території колишнього єврейського кварталу вимикається освітлення, створюючи контраст між іншими частинами міста, де продовжується звичайне життя, і територією навколо замку, де панує темрява. Учасники містерії, починаючи від Брами Ґродської, проходять шлях до неіснуючої тепер синагоги Магаршала. По дорозі з відчинених каналізаційних колодязів б'є світло прожекторів і лунають голоси (аудіозаписи розповідей в'язнів тюрми Люблінського замку та мешканців міста, які були свідками існування та ліквідації гетто). Ближче до Алеї Тисячоліття голоси лунають із гучномовців автовокзалу. Але коли учасники заходу доходять до синагоги, шлях їм перекриває велика чорна заслона.
Ще одним символом колишнього існування єврейського кварталу в Любліні у 2004 році став вуличний ліхтар на вулиці Подвалє. Це справжній ліхтар, який зберігся з довоєнних часів (лише перероблений для електричного освітлення). Запалений під час другої містерії «Поема про місце» в знак пам'яті, він горить і вночі, і вдень.

### «Jedna Ziemia— Dwie Świątynie»

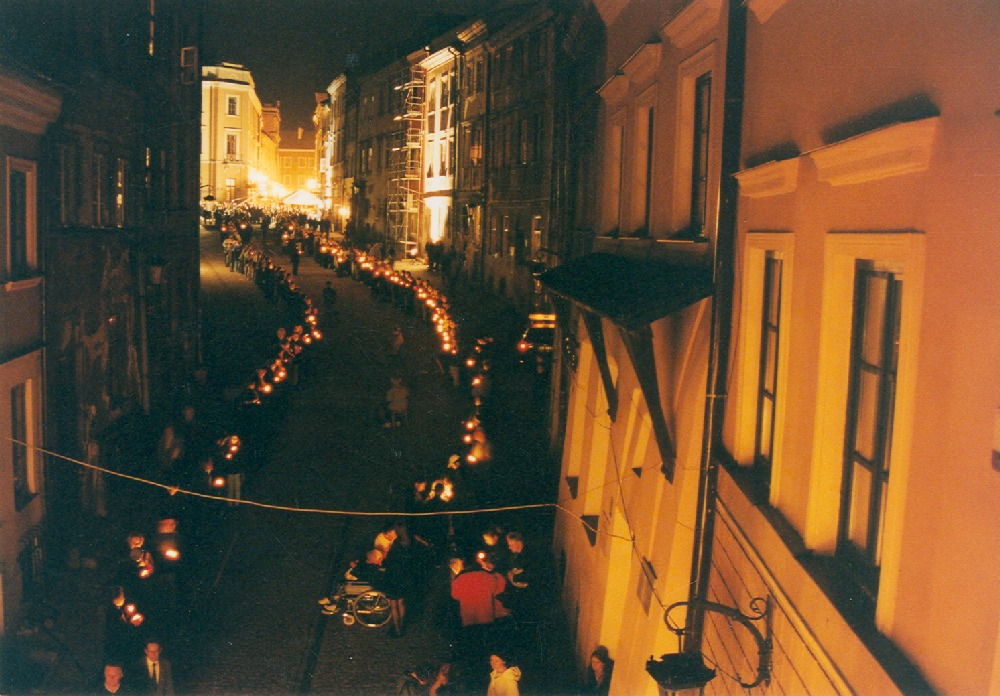
Вигляд вулиці Ґродської під час містерії

Під час Конгресу християнської культури, що проходив 15-17 вересня 2000 року в Любліні, було влаштовано багатолюдну містерію «Jedna Ziemia — Dwie Świątynie» (укр. «Одна земля — дві святині»). В ній взяли участь близько двох тисяч осіб. Із місця, де була раніше синагога Магаршала, рабин Польщі Міхаель Шудріх набрав у горщик ґрунт. Із місця, де раніше був костел Святого Михаїла, його набрав люблінський архієпископ Юзеф Жичіньскі. Далі ці горщики передавалися з рук в руки — з католицького боку їх передавала молодь Любліна та праведники народів світу (люди, що рятували євреїв під час Голокосту), з єврейського боку — вцілілі під час Другої світової війни євреї та молодь із міста-побратима Любліна Рішон-ле-Ціон. Під Брамою Ґродською, як символічним місцем з'єднання християнської та юдейської культур, земля з обох горщиків була змішана в одну велику діжку польською та єврейською дитиною, а також професором Люблінського католицького університету Ромуальдом Якубом Векслером-Вашкінелем і туди було посаджено виноградну лозу.
Професор Векслер-Вашкінель був обраний для цієї місії не випадково. Він є католицьким ксьондзом, який у віці 35 років дізнався від матері, що насправді не є її рідним сином. Він народився в єврейському гетто і за походженням є євреєм. Згодом йому вдалося взнати імена своїх біологічних батьків і до польського імені (Ромуальд Вашкінель) додати ім'я та прізвище свого справжнього батька (Якуб Векслер). Попри те, що Векслер-Вашкінель сприймає себе як єврея, він продовжує працю як католицький священик. Крім того, Ромуальд Якуб Векслер-Вашкінель бере активну участь у різних заходах, спрямованих на порозуміння між різними народами та різними релігіями.

### Геньо Житомирський

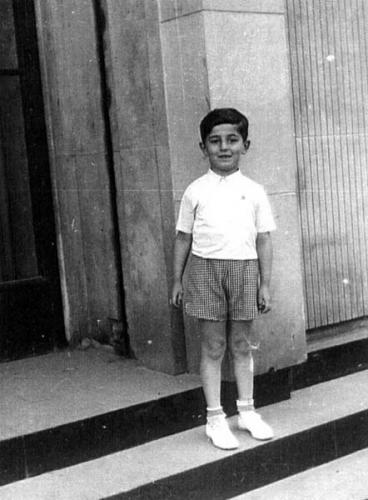
Останнє фото, зроблене за життя Геньо. Сходи банку. 5 липня 1939 року

Геньо Житомирський — єврейський хлопчик, що народився і жив у Любліні. У віці дев'яти років був страчений у газовій камері табору Майданек. В Осередку йому присвячена частина експозиції, а також регулярно проводяться різні акції.
«Listy do Henia» (укр. «Листи до Геньо»). Починаючи від 2005 року, 19 квітня на сходах банку Pekao на Краківському передмісті (раніше — приміщення Банку господарства крайового) встановлюється репродукція фотографії хлопчика. Він «стоїть» на тому ж місці, де був сфотографований у 1939 році, за два місяці до початку війни. Тут же знаходиться спеціальна поштова скринька, куди всі бажаючі (зокрема, люблінські школярі) кидають листи, адресовані Геньо. Але всі вони згодом повертаються відправникам із поштовими позначками «Такої адреси не існує» або «Адресата не знайдено».
18 серпня 2009 року у Геньо з'явився профіль на Facebook. Його модерував співробітник «Брами» Пйотр Брожек (пол. Piotr Brożek), публікуючи від імені хлопчика фотографії та пости польською мовою. Згодом, коли до його друзів стали долучатися іноземці, вони перекладали ці публікації своїми мовами. В Осередку було зібрано багато інформації про Геньо (в тому числі фото та листи, які родина Житомірскі надсилала родичам), що дало змогу відносно детально відтворити його життя. «Геньо» публікував доволі прості тексти про своє щоденне життя, до прикладу, такі:
| Мені сім років. Маю маму і тата. Маю своє улюблене місце. Не в кожного є мама і тато, але в кожного є улюблене місце. Сьогодні я вирішив, що ніколи не виїду з Любліна. Залишусь тут назавжди. В моєму улюбленому місці. З мамою й татом. В Любліні. Оригінальний текст (пол.) Mam siedem lat. Mam mamę i tatę. Mam swoje ulubione miejsce. Nie każdy ma mamę i tatę, ale każdy ma swoje ulubione miejsce. Dziś postanowiłem, że nigdy ne wyjadę z Lublina. Zostanę tu na zawsze. W moim ulubionym miejscu. Z mamą i tatą. W Lublinie. |
Цей проект викликав дискусії щодо етичності ведення сторінки від імені страченої дитини. Разом з тим, двоюрідна сестра Геньо в нотатці на його профілі зазначила:

| Ми намагаємось реконструювати його життя в гетто зі свідчень тих, хто вижив, із документів, зі знання історії Любліна під час нацистської окупації. З усіх цих даних ми намагаємося припустити, якими могли б бути його записи. Геньо також є збірною фігурою, символічною фігурою, образом. Його фігура представляє знищення давньої єврейської спільноти Любліна. Оригінальний текст (англ.) We try to reconstruct his life in the ghetto from survivors' testimonies, from documents, from knowing the history of Lublin during the Nazi occupation. From all of these we try to guess what might have been his testimony. Henio is also a representing figure, a symbolic figure, an icon. His figure represents the destruction of the ancient Jewish community of Lublin. |
Профіль Геньо також є прикладом того, як соціальні мережі можна вдало використовувати з освітньою метою. Він зібрав максимально можливу для профілю приватної особи кількість друзів. Разом з тим, через порушення правил Facebook (ведення профілю від чужого імені) в липні 2010 року сторінку Геньо Житомирського було видалено.
Комікс про Геньо. У 2012 році, за 70 років після ліквідації Люблінського гетто, історія Геньо була втілена у вигляді чорно-білого коміксу «Spacer» (укр. «Прогулянка»). Такий формат був обраний, зокрема, аби досягти цільової аудиторії — дітей.
Генрик Житомирський став одним із героїв виставки «Elementarz — Dzieci w obozie na Majdanku».

### Проект «Zapomniana Przeszłość— Wielokulturowe Tradycje Lubelszczyzny»
Протягом 2002—2004 років Осередком реалізовувався проект «Zapomniana Przeszłość — Wielokulturowe Tradycje Lubelszczyzny» (укр. «Забуте минуле — багатокультурна традиція Любельщизни». Він є продовженням попереднього проекту «Pamięć — Miejsce — Obecność» (укр. «Пам'ять — Місце — Сьогодення». Поштовхом до його реалізації став той факт, що хоча в минулому (до Голокосту та Операції «Вісла») на території краю мешкали не лише поляки, а й значна частка євреїв та українців, а також представників інших національних меншин, про їх історію та культуру пересічному мешканцю регіону майже нічого не відомо. Програма була орієнтована переважно на роботу зі школярами, студентами та педагогами. На реалізацію цього проекту було виграно грант від Фундації Форда.

### Заходи, присвячені Юзефу Чеховичу

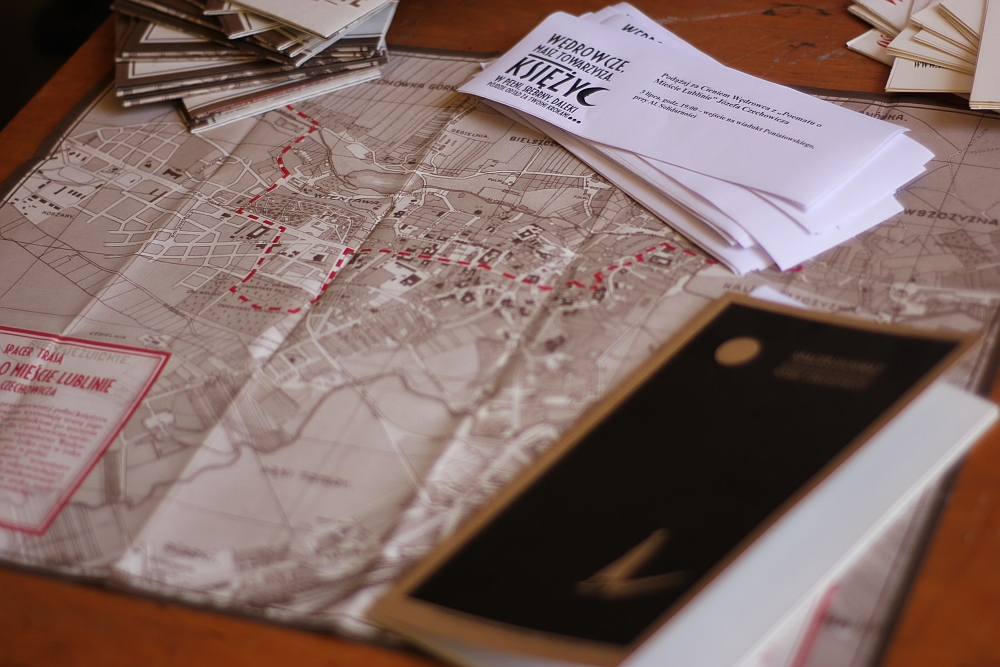
Маршрут «Spaceru z Czechowiczem» та книга «Poemat o mieście Lubline»

В «Театрі» регулярно проводяться заходи для вшанування пам'яті Юзефа Чеховича, поета-модерніста з Любліна. Перший такий захід, «Czytanie Czechowicza», відбувся 10 вересня 1999 року (в шістдесяту річницю смерті поета).
Щороку 15 березня, в день народження поета, о дев'ятій ранку на всіх радіостанціях Любліна читаються фрагменти із його твору «Poemat o mieście Lubline» (укр. «Поема про місто Люблін»). О 18-й годині в приміщенні Брами «Poemat…» читають видатні мешканці Любліна.
Починаючи з 2003 року з ініціативи професора Владислава Панаса та Томаша Пєтрасєвіча вночі під час першого повного Місяця липня влаштовується традиційна прогулянка містом — Spacer z Czechowiczem. Вона присвячена поету і, зокрема, його твору «Poemat o mieście Lubline». Маршрут прогулянки точно повторює мандрівку героя твору Чеховича: починається на віадуці над алеєю Солідарності, далі — міський цвинтар та відвідини могили поета, далі йде попід головним поштовим відділенням Любліна (біля нього у 1939 році загинув поет). Опісля мандрівники рушають до Старого міста — Краківської брами, Ринку, Брами Ґродської, каплиці Святої Трійці в Люблінському замку. Далі учасники ходи спускаються від фортеці вниз до місця, де раніше знаходилась вулиця Шерока. Закінчується подорож біля костелу Святого Миколая на Чвартеку.
Ідея прогулянки місцями, пов'язаними з конкретним письменником, була перейнята іншими культурними інституціями та набула поширення поза межами Любліна. Зокрема, в 2004 році у Дрогобичі вперше відбувся нічний факельний похід місцями Бруно Шульца з читанням фрагментів його прози українською та польською мовами. Згодом такий нічний похід під час фестивалю, присвяченого Шульцу, став традиційним.

### Поєднання через важку пам'ять. Волинь 1943
У 2012 році з ініціативи «Брами» та організації «Панорама культур» було реалізовано проект Pojednanie przez trudną pamięć. Wołyń 1943 (укр. Поєднання через важку пам’ять. Волинь 1943). Він відбувався у співпраці з низкою інших установ та організацій. З українського боку основним партнером дослідження виступив Волинський національний університет. Проект полягав у тому, що молоді поляки й українці (переважно студенти з Любліна та Луцька) разом записували свідчення очевидців подій Волинської трагедії, при цьому звертаючи особливу увагу на випадки надання допомоги. Одною з цілей було показати, що українці й поляки Волині в часи Другої світової не тільки ворогували, але й співпрацювали та активно допомагали одне одному. Загалом було зібрано близько 150 таких свідчень. За результатами дослідження було видано щедро ілюстровану книгу трьома мовами — польською, українською та англійською.

### «Marsz Pamięci»
Marsz Pamięci (укр. «Марш пам'яті») — щорічний захід, що відбувається 24 березня задля вшанування пам'яті дітей із єврейського притулку по вулиці Ґродській, 11. В березні 1943 року близько сотні мешканців сиротинця було вивезено на луги Майдану Татарського (місцевість у Любліні) й там страчено. Тоді ж загинули три виховательки закладу. Марш пам'яті розпочинається біля будинку, де знаходився притулок. Далі його учасники проходять пішки аж до місця розстрілу дітей.
У 2010 році на стіні гімназії № 17, яка розташована біля місця страти, з ініціативи Маґди Ґросс (доньки Яна Томаша Ґросса) було намальовано велике графіті «Memories give life». Разом із двома художниками зі США та 10 люблінськими учнями за 4 дні вона створила малюнок, що став першим позначенням того, що відбулось на цьому місці в 1943 році. Однак за деякий час невідомі замалювали графіті білою фарбою. Тому восени 2012 року воно було відтворене в рамках проекту «Dzieci z Ochronki — Powrót» (укр. «Діти з притулку — повернення»), причому вже на стінах трьох шкіл. Учні, що брали участь у проекті, перед власне малюванням дізнавались інформацію про історію дітей із притулку, а також проходили майстер-клас із графіті.

### Ізраїльсько-польські зустрічі
Школярі з Ізраїлю часто приїжджають в Люблін організованими групами задля того, аби відвідати Майданек, Єшиву та старий єврейський цвинтар. Задля знайомства польських учнів з історією, культурою та традиціями євреїв, а учнів з Ізраїлю — з історією, культурою та традиціями поляків, від 2002 року Осередком організовуються спільні майстер-класи для школярів з обох країн. Такі заходи проводяться англійською мовою. За кілька днів до зустрічі працівники Брами проводять для польських учнів підготовче заняття з базовою інформацією про євреїв та Ізраїль. Ці зустрічі показують, що спільне минуле може об'єднувати молодь. Іноді знайомства, що виникають між підлітками на таких майстер-класах, переростають у тривалі приязні стосунки.

### «Historia Mówiona»
Від 1998 року в Осередку збираються аудіо- та відеозаписи свідків різних історичних подій. Цей проект отримав назву «Historia Mówiona» (укр. «Усна історія»). За принципами, характерними для усної історії, в Брамі Ґродській зібрано свідчення майже двох з половиною тисяч осіб та записано більше п'яти з половиною тисяч годин аудіо- та відеоматеріалів. Основними темами інтерв'ю є повсякденне життя, освіта, міжкультурна взаємодія, Друга світова війна, Голокост, польсько-єврейські стосунки під час війни, опозиційна та підпільна видавнича діяльність в роки Польської Народної Республіки. Це найбільша колекція матеріалів такого типу в Польщі, доступна в Інтернеті. Кожен файл описаний відповідно до стандартів Дублінського ядра та зберігається у системі dLibra.
Зібрані записи активно використовуються в інших проектах Осередку — виставках, інсталяціях, паратеатральних дійствах, освітніх заходах з метою формування відповідної атмосфери, а також для того, щоб зробити історію більш «живою» та персоналізованою.

## Фестивалі, що організовуються Осередком

### Фестиваль «Miasto Poezji»
Починаючи від 2008 року, в Любліні відбувається щорічний фестиваль Miasto Poezji (укр. Місто поезії). Важливе місце в програмі заходу займають «Mieszkania Poezji» (укр. «Помешкання поезії»), які планують та організовують самі жителі Любліна. Найчастіше «помешканнями поезії» стають приватні домівки, рідше — кав'ярні та ресторани. Однією із подій фестивалю є «Małe Miasto Poezji» (укр. «Мале місто поезії») — спеціальні заходи для дітей з іграми, майстер-класами та переглядами фільмів і мультфільмів.
Крім того, організатори присуджують нагороду «Kamień» (укр. «Камінь»), названу так на честь першої збірки поезій Юзефа Чеховича. Один із віршів кожного лауреата втілюється на стіні у вигляді муралу. «Kamień» в різні роки отримували:
- 2008 — Ришард Криницький
- 2009 — Юлія Гартвіг
- 2010 — Томаш Ружицький[en]
- 2011 — Пйотр Мативецький[pl]
- 2012 — нагорода не призначалася
- 2013 — Анджей Сосновський
- 2014 — Марцін Свєтліцький
- 2015 — Яцек Подсядло
- 2017 — Павел Прухняк[pl]

### Фестиваль «Śladami Singera»
Багатоденний щорічний фестиваль «Śladami Singera» (укр. «Слідами Зінгера») проходить у тих містечках та селах Люблінщини, де відбувалися події творів лауреата Нобелівської премії з літератури Ісаака Башевіса Зінгера: Білґорай, Юзефув, Краснобруд, Бихава, Красник, Щебрешин, Тишівці і завершується в Любліні. Крім поляків, у фестивалі беруть участь гості з Великої Британії, Франції, Ірландії, Ізраїлю, Туреччини та України. У 2013 році режисером Наташею Жюлковською-Курчук (пол. Natasza Ziółkowska-Kurczuk) було створено документальний фільм «Śladami Singera», в якому показано учасників та волонтерів, а також закулісся фестивалю.

## Мультимедійні проекти
«Брама Ґродська — Театр NN» активно використовує різні сучасні способи популяризації знань у цікавій формі, зокрема мережу Інтернет та різні цифрові рішення.
На сайті Осередку від 2002 року заходиться Інтернет-портал «Leksykon Lublin [Архівовано 1 червня 2020 у Wayback Machine.]» — інтернет-енциклопедія про Люблін та Любельщизну. Уже зібрано більше чотирьох з половиною тисяч статей (часто ілюстрованих) на різні теми. Від 2003 року діє Biblioteka Multimedialna [Архівовано 20 липня 2014 у Wayback Machine.] — колекція зображень, відео, аудіозаписів.

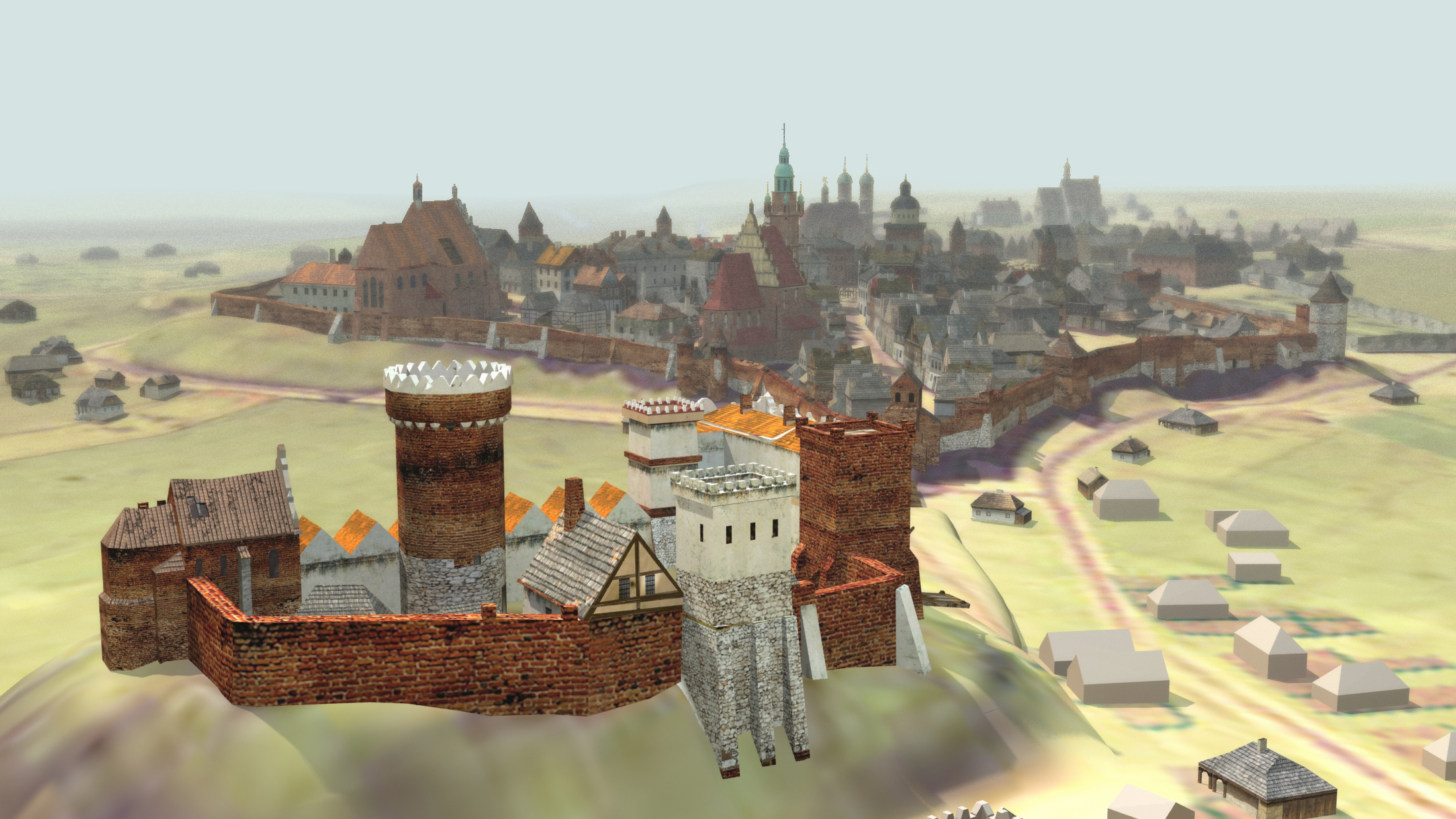
Макет Любліна XVI століття

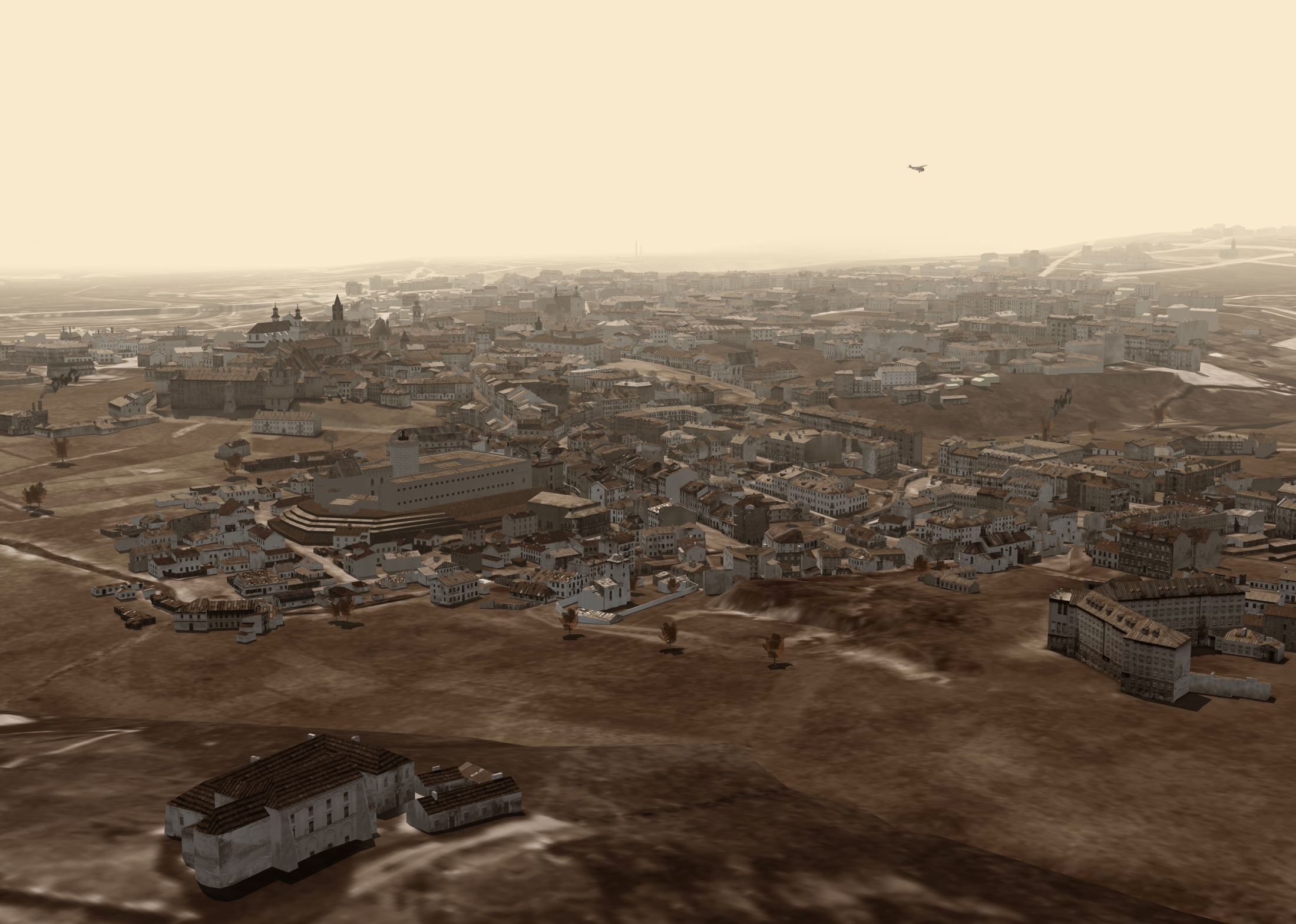
Макет Любліна на початку ХХ століття

Одним зі значних проектів, реалізованих комп'ютерним відділом «Брами» у співпраці з іншими фахівцями, став проект «Lublin 2.0. Interaktywna rekonstrukcja dziejów miasta» (укр. Люблін 2.0. Інтерактивна реконструкція історії міста). Завершився він у січні 2012 року презентацією чотирьох 3D-моделей, що показують розвиток міста та його архітектурні особливості з плином часу.
На першому макеті зображено Люблін у XIV столітті. Оскільки зображення міста з того часу відсутні, автори опиралися на гіпотези археологів, мистецтвознавців, а також на розташування вулиць старої частини міста, що частково збереглося й донині.
Другий макет показує Люблін XVI століття — час найбільшого його розквіту. Місто було перебудоване після великої пожежі 1575 року в стилі Любельського ренесансу. Як джерела для створення макету використовувалась гравюра на міді Георга Брауна і Франца Годенберґа, а також поліхромія готичного міста XVI століття з кам'яниці Любомельських.
На третій 3D-моделі — Люблін XVIII століття. Місто показане тут після руйнування козаками та шведами, а також після кількох значних пожеж. При розробці макету використовувались картина «Пожежа Любліна 1719 року» з Домініканського монастиря, гравюра Брауна і Годенберґа, вцілілий фрагмент плану міста Кароля Бекєвіча середини XVII століття та план Лонцкєґо 1783 року.
Останньою моделлю з цього циклу є Люблін у 1930-х роках. Для його створення використовувались аерофотографія міста тих часів та план 1928 року. На кожному макеті візуалізовані окремі об'єкти, в тому числі ті, які на сьогодні не існують.
Перед цим проектом, у 2011 році, в рамках програми «Wirtualne Miasteczko» (укр. «Віртуальне містечко»), було розроблено 3D-макет штетлю міжвоєнних часів — Юзефува з його характерною забудовою. Про найбільш значимі будівлі (ратушу, костел, синагогу тощо) можна почитати додаткову інформацію.
Крім того, Осередок слугує місцем зустрічі членів Люблінського TechKlub-у.
До 700-річчя заснування міста було розроблено портал «Lublin. Instrukcja obsługi [Архівовано 5 листопада 2014 у Wayback Machine.]» (укр. «Люблін. Інструкція з обслуговування»), який запрацював у жовтні 2014 року. Він переважно зорієнтований на молодь та вчителів та у форматі питань/відповідей розповідає про історію міста. Крім ілюстрацій та аудіозаписів, зі статей порталу можна перейти до матеріалів Мультимедійної бібліотеки Осередку або до «Лексикону».

## Окремі підрозділи Осередку
Одним із відокремлених підрозділів «Брами» є Люблінський підземний маршрут, відкритий для відвідувачів у 2006 році. Це 280-метровий туристично-освітній маршрут, що пролягає під будинками XVI—XVII століть у Старому місті. Розпочинається він у погребі під Коронним Трибуналом, далі йде попід вулицями Злотою та Архідияконською і закінчується на плацу По Фаже. По дорозі розміщено 14 експозиційних зал, де розташовані різні макети, що показують історію Любліна, починаючи від восьмого століття. Головною цікавинкою місця є великий мультимедійний макет люблінської пожежі 1719 року.
Іншим відокремленим підрозділом є Музей друкарства Дім Слів (пол. Dom Słów), який працює від 2006 року. Розташований на вулиці Жміґруд, 1. Спершу мав назву Музей друкарства (пол. Izba Drukarstwa). Повторне відкриття закладу відбулось 3 жовтня 2014 року. Оновлена експозиція акцентує увагу на значенні слів — друкованих та сказаних — в суспільному житті та культурі. Тут можна побачити основні етапи створення книг — верстку, друк зображень, типографію тощо. Окрема частина закладу висвітлює роль «вільного слова» як фактору суспільних змін. Також тут відбуваються майстер-класи, метою яких є популяризація читання. Всі експонати з експозиції є діючими.